# Arpent
Un arpent (pronunciació francesa: [aʁpɑ̃]) és una unitat de longitud i una unitat d'àrea. És una unitat francesa premètrica basada en l'actus romà. S'utilitza al Quebec, algunes zones dels Estats Units que formaven part de la Louisiana francesa, i a Maurici i les Seychelles.

## Etimologia
Es creu que la paraula arpent deriva del llatí tardà arepennis (igual a mig jugerum), que al seu torn prové del gal * are-penno - ("extrem, extrem d'un camp").

## Unitat de longitud
Hi havia diversos arpents estàndard. Els més comuns eren l'arpent utilitzat a Amèrica del Nord, que es va definir com a 180 peus francesos (pied, d'aproximadament 32.48 centimetres o 12.79 polzades), i l'arpent utilitzat a París, que es va definir com a 220 peus francesos.
- A Amèrica del Nord, 1 arpent = 180 peus francesos = uns 192 peus anglesos = uns 58,47 metres
- A París, 1 arpent = 220 peus francesos = uns 234 peus anglesos = uns 71,46 metres

## Unitat de superfície
Històricament, a Amèrica del Nord, 1 arpent quadrat (arpent carré), també conegut com a acre francès, tenia 180x180 peus francesos = 32.400 peus quadrats francesos = uns 3.419 metres quadrats = uns 0,845 acres anglesos. Alguns estats dels EUA tenen definicions oficials de l'arpent que varien lleugerament:
- A Louisiana, Mississipi, Alabama i Florida, la conversió oficial és d'1 arpent = 0.84628 acres (3,424.8 metres quadrats).[1]
- A Arkansas i Missouri, la conversió oficial és d'1 arpent = 0.8507 acres (3,443 metres quadrats).[2]

A París, l'arpent quadrat era de 220x220 peus francesos = 48.400 peus quadrats francesos, uns 5.107 metres quadrats, o 1,262 acres.
A Maurici i Seychelles, un arpent és uns 4.220,87 metres quadrats, 0,4221 hectàrees, 1,043 acres.

## Louisiana
A Louisiana, les parcel·les de terra conegudes com a seccions d' arpent o concessions de terres d' arpent francesos també són anteriors al Sistema Agrimensor de Terres (PLSS), però es tracten com a seccions del PLSS. A Louisiana un arpent és una mesura d'aproximadament 192 peus (59 m), i un arpent quadrat són uns 0,84 acres (3.400 m2).
Les divisions de terra d'arpent francesos són parcel·les llargues i estretes, també anomenades ribbon farms (granges en forma de cinta), que es troben generalment al llarg dels rierols navegables del sud de Louisiana i al llarg de les principals vies fluvials d'altres zones. Aquest sistema de subdivisió de terres va ser iniciat pels colons francesos al segle xviii, segons la pràctica típica francesa de l'època i va ser continuat tant pel govern espanyol com pel nord-americà després de la Compra de Louisiana. Una divisió de terra d'arpent francesa típica és de 2 a 4 arpents d'ample al llarg del riu per 40 a 60 arpents de profunditat, mentre que les divisions de terra d'arpent espanyols solen tenir de 6 a 8 arpents d'ample per 40 arpents de profunditat.
Aquest mètode de divisió de la terra proporcionava a cada propietari accés a la façana del riu, així com terres aptes per al cultiu i l'habitació. Aquestes àrees reben números de policia igual que les seccions estàndard, tot i que els números de secció sovint superen el límit superior normal de 36.